# Salim Ghazal
Salim Ghazal BS (* 7. Juni 1931 in Machgara im Libanon; † 29. April 2011 in Sidon) war bis 2006 patriarchalischer Kurienbischof und Weihbischof der Melkitischen Griechisch-Katholischen Kirche im Melkitischen Patriarchat von Antiochien mit Sitz in Damaskus.

## Leben
Salim Ghazal wurde am 22. Juni 1958 zum Ordenspriester der Melkitischen Basilianer vom Heiligsten Erlöser geweiht. Seit 1962 arbeitete er dann in der Nähe von Sidon als Religionslehrer und Koordinator für die interreligiöse Zusammenarbeit von christlichen und muslimischen Studenten. Von 1985 bis 1987 war er, inzwischen zum Archimandriten geweiht, Apostolischer Administrator von  Sidon und vom Juli 1995 bis Juni 2001 Generalsuperior seiner Ordensgemeinschaft.
Er wurde am 22. Juni 2001 zum Titularerzbischof von Edessa in Osrhoëne dei Greco-Melkiti und Weihbischof im Patriarchat von Antiochien ernannt. Der melkitische Patriarch von Antiochien Erzbischof Gregor III. Laham BS weihte ihn am 5. August 2001, assistiert von den Mitkonsekratoren Georges Kwaïter BS (Erzbischof von Sidon) und Jean Mansour SMSP (Kurienbischof und Weihbischof im Patriarchat von Antiochien), zum Bischof. Von 2001 bis 2006 war Ghazal gleichzeitig Kurienbischof im Patriarchat von Antiochien. Sein altersbedingtes Rücktrittsgesuch wurde am 14. April 2005 angenommen, bis zu seinem Tod war er emeritierter Weihbischof in Antiochien.

## Wirken
Schon in den frühen Priesterjahren setzte sich Salim Ghazal, wie es traditionell für die melkitischen Geistlichen ist, für den interreligiösen Dialog ein. Im Jahr 1990 gründete Ghazal zusammen mit Christen und Muslime das „Zentrum für Dialog und Entwicklung“. Es werden Symposien, Vorträge und Konferenzen durchgeführt und wöchentlich finden Gesprächsrunden zu interreligiöser Zusammenarbeit statt. Das Zentrum unterstützt Altenheime und arbeitet mit „Habitat for Humanity“ zusammen, es fördert die Finanzierung von Wohneigentum und bietet Computer- und Internetkurse an. Die Mitarbeiter des Zentrums, die aus Christen und Muslime zusammengesetzt sind, fördern die Annäherung und Entwicklung im sozialen und menschlichen Bereich. Das Ziel dieser Arbeit definiert Ghazal als eine Bestrebung des praktischen Zusammenlebens und die Dialogfähigkeit der Religionen.
2001 wurde Erzbischof Ghazal zum Vorsitzenden der libanesischen Sektion von „Habitat for Humanity“ gewählt. 
2007 erhielt er in Anerkennung seines 50-jährigen Engagements den „Pacem in Terris Award“. Der Preis wird durch das Bistum Davenport und die Saint Abros University von Davenport (Vereinigte Staaten) verliehen. „Die Universität würdigte damit Ghazals Engagement für einen engen Dialog zwischen Christen und Muslimen“